# Kødbyen (dokumentarfilm)
Kødbyen er en dansk dokumentarfilm fra 1936 instrueret af H. Andersen efter eget manuskript.

## Handling
Hver dag ankommer med skibe, tog og biler en stor mængde både levende og slagtede dyr til Kødbyen: ca. 120.000 okser, 190.000 kalve, 57.000 får, 350.000 svin og 11.000 heste årligt - i alt ca. 60 mio. kg kød. Der er dyrlægekontrol for mund- og klovsyge straks ved ankomsten. Herefter slagtes dyrene, flås, skæres op og hænges til afkøling. Det ses hvordan kreaturer, kalve, får og grise bliver gennet ind i slagtehallen og hele processen dér. Også rensning af maver, tarme og hoveder. De fleste kreaturer kommer dog til Kødbyen i slagtet tilstand. Trikinundersøgelser (før og nu). Endelig salgshallen, hvor der handles med håndslag. Under jorden ligger hele det tekniske set-up for varme, kulde og elforsyning i 2,5 km tunneller.